# Sphaerowithius
Genre
Sphaerowithius est un genre de pseudoscorpions de la famille des Withiidae.

## Distribution
Les espèces de ce genre se rencontrent en Afrique subsaharienne et en Océanie.

## Liste des espèces
Selon Pseudoscorpions of the World (version 3.0) :
- Sphaerowithius basilewskyi (Beier, 1962)
- Sphaerowithius perpusillus (Ellingsen, 1910)
- Sphaerowithius saegeri (Beier, 1972)
- Sphaerowithius salomonensis (Beier, 1966)
- Sphaerowithius vafer (Beier, 1966)

et décrite depuis :
- Sphaerowithius ansieae Harvey & Mahnert, 2015

## Publication originale
- Mahnert, 1988 : Die Pseudoskorpione (Arachnida) Kenyas. Familien Withiidae und Cheliferidae. Tropical Zoology, vol. 1, no 1, p. 39-89 (texte intégral).